# Francesc Xavier Vilamala i Vilà
Francesc Xavier Vilamala i Vilà fou un forner català.
Durant més de tres dècades compaginà l'ofici artesà amb la presidència del Gremi de Flequers de Barcelona. Destacà el seu impuls a la tasca de formació i singularment el seu paper en la creació del “Pa de Sant Jordi”, un dels productes alimentaris tradicionals que s'han consolidat en temps recents a Catalunya. El 2015 li fou concedida la Creu de Sant Jordi «en reconeixement, a títol pòstum, a [sic] la seva contribució al sector i a la promoció dels valors alimentaris del pa».